# 日高西部消防組合
日高西部消防組合（ひだかせいぶしょうぼうくみあい）は、日高町、平取町の2町から構成される一部事務組合（消防組合）。

## 所在地
- 消防本部・富川消防署 : 〒055-0001 北海道沙流郡日高町富川北7丁目1-10
- 平取消防署 : 〒055-0107 北海道沙流郡平取町本町37-1

## 管内の現況
管内の人口 - 16,735人
- 日高町 - 11,725人
- 平取町 - 5,010人

2019年（令和元年）7月31日現在
管内の世帯数 - 8,717世帯
- 日高町 - 6,162世帯
- 平取町 - 2,555世帯

2019年（令和元年）7月31日現在
管内の面積 - 1,735.23 km2
- 日高町 - 992.14 km2
- 平取町 - 743.09 km2

2018年（平成30年）10月1日現在

## 沿革
- 1973年（昭和48年）4月1日 - 日高西部消防組合が発足する。

## 組織
消防職員の数は2017年（平成29年）4月1日現在、78人である。
- 消防長
  - 総務課
  - 消防課
  - 富川消防署
    - 日高支署
    - 門別分遣所
    - 厚賀分遣所

  - 平取消防署
    - 振内分遣所